# クレア・フレイザー (架空の人物)
クレア・エリザベス・ビーチャム・ランダル・フレイザー（Claire Elizabeth Beauchamp Randall Fraser）（1918年10月20日-）はダイアナ・ガバルドン著「アウトランダーシリーズ」の登場人物。
イギリス人、産婆、治療師、医師、ジェイミー・フレイザー及びフランク・ランダルの妻。

## 概要
20世紀、スコットランドのインヴァネス。歴史学者の夫を持つ看護師のクレアはスタンディング・ストーンをぬけて18世紀へタイムトリップする。そこで出会ったハイランダーの戦士ジェイミー・フレイザーと結ばれながらもカロデンの戦いを前に20世紀に戻される。20年後再び18世紀に戻りジェイミーとともに新大陸に渡る。

## 生い立ち
1918年10月20日（日曜日）ヘンリー・ビーチャムとジュリア・ビーチャムの子として生まれる。彼女が５歳の時両親は交通事故で死亡。以降、叔父のクエンティン・ランバート・ビーチャム（ラム叔父さん）に育てられる。彼は当初クレアを寄宿学校に入れようとしたが彼女が拒んだため入学を断念。彼の仕事である考古学の研究に同行し世界各地を転々とする。18歳の時フランク・ランダルと結婚する。

## 容姿
身長は5フィート6インチ（168cm）太らない体質で贅肉がない。皮膚はジェイミー曰く「真珠かオパールのよう」で皮膚は薄く頭蓋骨が透けて見えるようである。ジェイミーは「小さい」と表現し膝の上にのせる場面はたびたびある。髪はライトブラウンとゴールド。気候による静電気の影響で顔にくっつき湿気が多いと「メデューサ」のようにとぐろを巻く。瞳の色は茶色。ウイスキーの色ともいわれる。ジェイミーは「サセナッフ」「おれの茶色い人」と呼ぶ。ジェイミーは彼女を膝に乗せることが度々ある。または頭の上に顎を乗せる。

## 性格
独立心の旺盛な現代人女性のためか18世紀の男女の慣習にはなかなかなじめないこともある。
ジェイミーの命令を聞かず自分の直感で行動することが悪い結果を招くこともある。勝手に森の中を歩きイングランド軍の兵士につかまりハイランダーの仲間たちを危険にさらしたときはジェイミーに革のベルトで尻を打たれる羽目になったが、その後も奴隷市場で奴隷商人に殴り掛かり奴隷を買う羽目になったり、海賊に立ち向かって腕に大けがを負うなど男勝りで勝気な性格である。のちにクレアを制御することは不可能であるとジェイミーは悟っている。
ジェイミーがどんなに凄んでも大抵はへこたれず反論をするため激しい口論になることも度々だが二人の間が深まるほど「夫婦漫才」のようにあ・うんの呼吸が生まれている。ジョン・グレイとジェイミーの関係、リアリーとジェイミーの結婚、ジェイミーの息子の存在を知るたびに打ちのめされるがジェイミーを思う気持ちが非常に強くすべてを理解し許している。ジェイミーに対する愛情は無限大でどのような状況に陥っても結局は彼を許している。
カロデンの戦いの直前、20世紀に戻り娘のブリアナを出産。その後外科医師になった。がん患者の安楽死を手助けしたが証拠不十分で外科部長に昇進。フランクに対しては彼が交通事故で死亡するまでぎこちない夫婦関係のままだった。ドラマ「アウトランダー」では姉さん女房的なイメージだが、原作ではジェイミーより年下のような女性として描かれており、自分より3歳年下のジェイミーに精神的にも経済的にも頼っている。
20世紀の医術を18世紀に持ち込んだためと薬草の知識が豊富なためもあって「白い魔女」「ラ・ダム・ブランシュ」と呼ばれる。「ラ・ダム・ブランシュ」については、ジェイミーが貞操を守るために自分の妻は「ラ・ダム・ブランシュ」であると友人に伝えたためうわさが広がった。

## 子供たち
フランク・ランダルとの間には子供がない。最初の子フェイスはパリでジェイミーとジャック・ランダルの決闘に駆け付けた際に流産している。次女のブリアナ・ランダルはカロデンの戦いのときに身ごもっており20世紀に戻って出産した。

## ドラマ「アウトランダー」

### 俳優
カトリーナ・バルフ

### 声優
恒松あゆみ